# Periapsislongitud
Periapsislongituden (symbol {\displaystyle \varpi }) hos ett objekt i en omloppsbana runt en centralkropp är den longitud, mätt från punkten vid vårdagjämningen, där periapsis (punkten i banan där objektet är som närmast centralkroppen) skulle ske om objektets inklination vore noll. Periapsislongituden är en sammansatt vinkel som delvis mäts i referensplanet och resterande del i omloppsbanans plan. På samma sätt är samtliga vinklar som härleds från periapsislongituden (medellongitud och sann longitud) också sammansatta.
Ibland kan termen periapsislongitud även användas för att avse ω, vinkeln mellan uppstigande nod och periapsis. Denna vinkel är mer känd som periapsisargumentet.

## Beräkning
{\displaystyle \varpi } kan beräknas från longituden hos uppstigande nod {\displaystyle \Omega } och periapsisargumentet {\displaystyle \omega }:
{\displaystyle \varpi =\Omega +\omega }
vilka härleds från omloppsbanans tillståndsvektorer.